# Bonnevaux-le-Prieuré
Bonnevaux-le-Prieuré foi uma comuna francesa na região administrativa de Borgonha-Franco-Condado, no departamento de Doubs. Estendia-se por uma área de 3,08 km². Em 2010 a comuna tinha 108 habitantes (densidade: 35,1 hab./km²).
Em 1 de janeiro de 2016, passou a fazer parte da comuna de Ornans.